# Tony Doyle (Schauspieler)
Tony Doyle (* 16. Januar 1942 in Ballyfarnan, County Roscommon, Irland; † 28. Januar 2000 in Lambeth, London, England) war ein irischer Schauspieler.

## Leben
Doyle wurde am University College in Dublin ausgebildet. Nach seinem Abschluss spielte er zunächst an Theatern in Dublin, bevor er nach London zog. Dort nahm er neben Theaterengagements auch Film- und Fernsehrollen an. Sein Fernsehdebüt hatte er 1963; sein Spielfilmdebüt war 1967 eine kleine Nebenrolle als Lt. Gardner in der Oscar-nominierten James-Joyce-Verfilmung Ulysses. 1970 war er an der Seite von Gene Wilder und Margot Kidder in der Filmkomödie Quackser Fortune hat ’nen Vetter in der Bronx zu sehen.
Das britische Fernsehpublikum kannte ihn durch seine Rollen als John Deakin in der Krimiserie Between the Lines sowie als Brian Quigley in der irischen Serie Ballykissangel.

## Filmografie (Auswahl)
- 1967: Ulysses
- 1970: Quackser Fortune hat ’nen Vetter in der Bronx (Quackser Fortune Has a Cousin in the Bronx)
- 1981: Ein perfekter Bruch (Loophole)
- 1982: Das Kommando (Who Dares Wins)
- 1986: Tomaten für die Freiheit (Eat the Peach)
- 1987: Des Teufels Paradies
- 1988: Mein Leben mit Anne Frank (The Attic: The Hiding of Anne Frank)
- 1991: Hilfe, Dinosaurier! (Adventures in Dinosaur City)
- 1992: Verhängnis (Damage)
- 1995: Circle of Friends – Im Kreis der Freunde (Circle of Friends)
- 1997: Der Boxer (The Boxer)
- 1997: Tough Boys – Zwei rechnen ab (I Went Down)